# Benjamin Leo Leo
Benjamin Leo Leo (* 1973 in Berlin-Prenzlauer Berg) ist ein deutscher Antiquitätenhändler.

## Leben und Werk
Benjamin Leo Leo betrieb eine Werbeagentur, als er etwa 2013 mit dem Sammeln von Antiquitäten begann. Er eröffnete 2017 in der Kölner Südstadt das Ladengeschäft Leo Leo Vintage, in dem er als Schwerpunkt Vintage-Möbel anbietet. Seit Mai 2023 ist er im Händlerraum der deutschen Sendereihe Bares für Rares zu sehen.